# Lifetime
Lifetime é uma influente banda estadunidense de hardcore punk e da "primeira geração" do gênero Emo, ou seja, uma forma lírica, melódica e confessional de Hardcore Punk, de Nova Jersey. A banda Lifetime foi formada em 1990 e parou temporariamente em 1997. Em 2005 a banda anunciou sua volta com o álbum Lifetime. A principal marca da banda, são as músicas curtas, durando aproximadamente dois minutos em sua maioria.

## História
A banda foi formada em 1990 pelo vocalista Ari Katz e pelo guitarrista Dan Yemin influenciada pela cena do Hardcore novaiorquino. Em contraste com as letras violentas e agressivas do Hardcore de Nova York naquele período, as letras escritas por Ari Katz tinham um tom mais positivo.
Em 1993 eles lançaram o primeiro álbum, intitulado Background.
Em 1995 a banda começou a se firmar na cena do Hardcore americano com a entrada de Pete Martin (guitarra), David Palaitis (baixo) e Scott Golley (bateria). Nesse mesmo ano, lançaram seu segundo álbum, intitulado Hello Bastards pela gravadora independente Jade Tree Records. Nesse cd a banda gravou um cover de "It's Not Funny Anymore", de uma banda que foi uma grande influencia, o Hüsker Dü.
Em 1996, o Lifetime começou a gravar a demo 7" releases and unreleased songs, pela gravadora Glue Records, álbum que marcou a entrada da banda na Europa (onde foi lançado pela gravadora Day After Records). Em 1997, lançaram seu 3º cd, Jersey's Best Dancers. Com doze músicas e com duração de aproximadamente 24 minutos, Jersey's Best Dancers obteve o mesmo sucesso de Hello Bastards. Contudo, após uma curta turnê de divulgação do álbum a banda optou por encerrar suas atividades.
Depois de terminada a banda Dan Yemin fundou duas bandas de Punk rock, uma com breve história Kid Dynamite e outra com sucesso razoável, Paint It Black. Dave Palaitis, Ari Katz, e sua esposa Tannis Kristjanson formaram a extinta Zero Zero.

### Volta da banda
A banda retomou suas atividades para alguns shows em agosto de 2005 e acabou lançando uma coletânea, intitulada Somewhere In The Swamps Of Jersey. Mais tarde, em março de 2006 o Lifetime assinou com a gravadora Decaydence e gravou o 4º CD auto-intitulado Lifetime, lançado em 2007.

## Discografia

### CDs
- Background (New Age Records 1993)
- Hello Bastards (Jade Tree Records 1995)
- Jersey's Best Dancers (Jade Tree Records 1997)
- Lifetime (Decaydance Records 2007)

### Coletânea e demos
- 7" releases and unreleased songs (Glue Records 1996)
- Seven Inches (Glue Records 1994/Black Cat Records 1998)
- Somewhere In The Swamps Of Jersey (Jade Tree Records 2006)